# (6376) Schamp
(6376) Schamp est un astéroïde de la ceinture principale.

## Description
(6376) Schamp est un astéroïde de la ceinture principale. Il fut découvert le 29 mai 1987 à l'Observatoire Palomar par Carolyn S. Shoemaker et Eugene M. Shoemaker. Il présente une orbite caractérisée par un demi-grand axe de 2,58 UA, une excentricité de 0,25 et une inclinaison de 16,4° par rapport à l'écliptique.

## Compléments